# Fritz Stüssi
 (juillet 2024).
Fritz Stüssi, né le 3 janvier 1901 à Wädenswil et mort le 15 mars 1981 dans la même ville, est un ingénieur et professeur suisse spécialisé dans la résistance des matériaux. De 1937 à 1966, il enseigna à l’École polytechnique fédérale de Zurich le calcul des structures appliqué au bâtiment, aux ponts en charpente et aux ponts métalliques. Il fut recteur de cet établissement de 1949 à 1951. Il a laissé son nom à une particularité du calcul plastique des ossatures, le paradoxe de Stüssi-Kollbrunner.

## Biographie
Fritz Stüssi fit ses études à l’École polytechnique fédérale de Zurich. Il fut projeteur puis directeur adjoint d'un bureau d'études suisse spécialisé dans la charpente métallique, et en 1930 soutint sa thèse de doctorat. Sous la direction d’O.-H. Ammann, il travailla ensuite aux États-Unis, s'illustrant notamment lors de la construction du Bayonne Bridge. En 1935 il soutenait sa thèse d’habilitation à Zürich, et l'année suivante  participa aux « Olympiades de résistance des matériaux » à Berlin.
Stüssi fit principalement œuvre de théoricien. Il rédigea sept manuels et publia 178 articles ou communications dans diverses revues techniques, consacrés tout autant au calcul à la rupture, à l'estimation des charges limites et à la plastification des aciers, qu'aux diverses applications de ces techniques aux constructions civiles et militaires en acier, aluminium ou charpente de bois. Stüssi évitait la méthode du coefficient de sécurité et à partir du milieu des années 1950 il en dénonça systématiquement l'emploi.
La Rotonde de la place Bellevue à Zurich compte parmi ses réalisations les plus connues.
Stüssi fut successivement secrétaire général de l'Association internationale des ponts et charpentes (AIPC) pour la charpente métallique (1937), président (1951) et enfin président d'honneur (1966) : à ce titre, il dirigea de nombreux congrès. Il a été docteur honoris causa d'universités de trois continents. Ardent patriote, Stüssi exerçait comme colonel du génie dans la réserve de l'Armée suisse.